# Rue Saint-Hyacinthe
La rue Saint-Hyacinthe est une voie du 1er arrondissement de Paris, en France.

## Situation et accès
Elle se trouve au nord du jardin des Tuileries et à l'est de la place Vendôme.
Ce site est desservi par les stations de métro Tuileries et Pyramides.

## Origine du nom

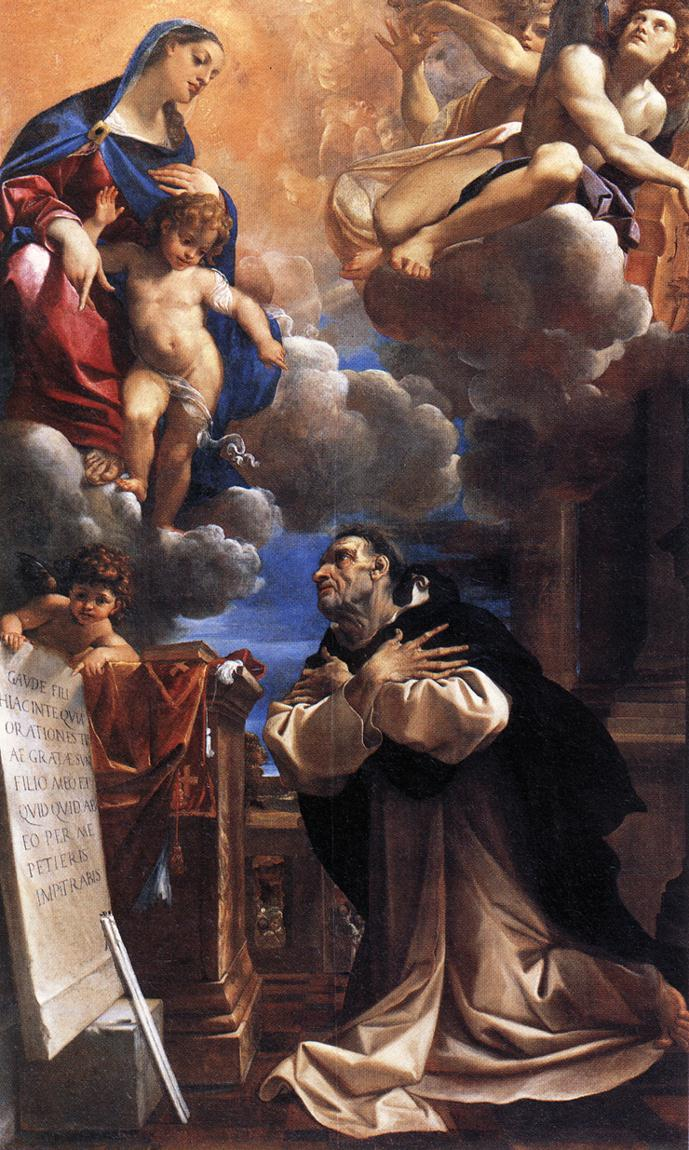
Saint Hyacinthe.

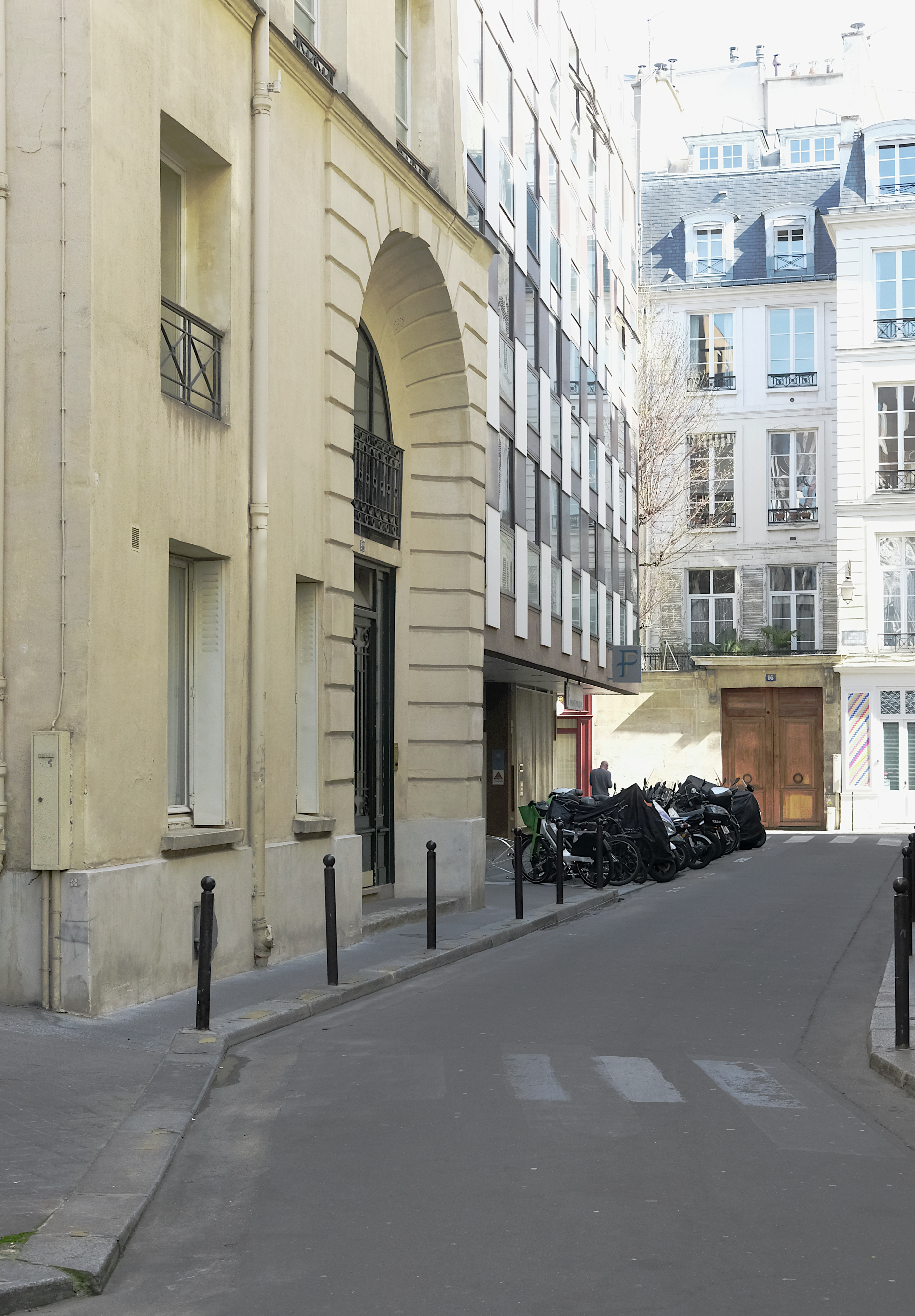
La rue Saint-Hyacinthe vue en direction de la rue de la Sourdière.

Elle doit son nom à saint Hyacinthe, religieux de l'ordre de Saint-Dominique, et qui fut en grande vénération chez les Jacobins.

## Historique
C'était anciennement une impasse au fond de laquelle se trouvait une grille servant d'entrée au couvent des Jacobins. Vers 1807, elle fut prolongée sur l'emplacement d'une partie de cette communauté. Jusqu'en 1881, elle était dénommée « rue Saint-Hyacinthe-Saint-Honoré » pour la distinguer de la rue Saint-Hyacinthe-Saint-Michel.

## Bâtiments remarquables et lieux de mémoire
- No 4 : le philanthrope Claude Humbert Piarron de Chamousset (1717-1773) est né à cette adresse. En 1884, on y trouve une école de filles, comprenant « une classe de sourdes-muettes, une école professionnelle, un asile libre mixte, école maternelle et classe enfantine »[3].

## Pour approfondir